# Für den Frieden der Welt
"Für den Frieden der Welt" (tradução portuguesa: "Para a paz no Mundo") foi a canção que representou a Áustria no Festival Eurovisão da Canção 1994 que se desenrolou  em Dublin, na Irlanda .
Foi interpretada em alemão por  by Petra Frey. Foi a vigésima canção a ser interpretada na noite do festival, a seguir à canção grega "To Trehandiri" , interpretada por Costas Bigalis e The Sea Lovers e antes da canção espanhola "Ella no es ella", cantada por Alejandro Abad. Terminou a competição em décimo-sétimo lugar, tendo recebido um total de 19 pontos. No ano seguinte, em 1995,  a Áustria fez-se representar com a canção "Die Welt dreht sich verkehrt", interpretada por Stella Jones.

## Autores
A canção tinha letra de Karl Brunner e Johann Brunner: música de Alfons Weindorf e a orquestra esteve a cargo do maestro Herman Weindorf.

## Letra
A canção é uma balada, na qual Frey explica que está cantando na esperança de gerar paz no mundo.